# Crateromys heaneyi
Crateromys heaneyi is een knaagdier uit het geslacht Crateromys dat voorkomt op Panay, een eiland in de centrale Filipijnen in de biogeografische regio Groot-Negros-Panay. Deze soort is bekend van slechts zeven exemplaren, die allen gevangen zijn in laaglandregenwoud (tot op 400 m hoogte) bij de westelijke bergen van het eiland. Deze soort wordt bedreigd door vernietiging van zijn habitat. Ook de jacht kan een bedreiging vormen. Dit dier is het nauwst verwant aan de Schadenbergschorsrat (C. schadenbergi) uit Luzon. De soort is genoemd naar de Amerikaanse bioloog Lawrence Heaney voor zijn grote bijdragen aan de kennis van de zoogdieren van de Filipijnen.
C. heaneyi is een grote rat met een lange, dikke, zachte vacht die aan de bovenkant van het lichaam bruin en aan de onderkant grijs is. Het dier is in het bezit van een lange, dicht behaarde staart. De kop is stomp. De wangen zijn bedekt met korte, grijsbruine haren. De ogen en oren zijn klein. De scherpe klauwen zijn naar beneden gericht. Op de voeten zitten zwarte haren. De kop-romplengte bedraagt 250 tot 337 mm, de staartlengte 280 tot 383 mm, de achtervoetlengte 59 tot 70 mm, de oorlengte 20 tot 29 mm, de schedellengte 56,94 tot 62,06 mm en het gewicht 930 tot 1042 g. Het hart slaat 220 à 252 keer per minuut en de lichaamstemperatuur bedraagt 35 à 37 °C.
Deze soort is 's nachts actief; de dag brengt hij door in een nest van twijgen in een holte in een boom. Het dier is een goede, beweeglijke klimmer, die zich langzaam beweegt. Het voedsel bestaat uit verschillende soorten fruit. Waarschijnlijk voeden mannetje en vrouwtje hun jongen samen op. De dieren paren het hele jaar door.
Crateromys australis · Crateromys heaneyi · Ilinnevelrat (Crateromys paulus) · Schadenbergschorsrat (Crateromys schadenbergi)